# Plamen Nikolov
Plamen Ivanov Nikolov - em búlgaro: Пламен Иванов Николов (Dryanovo, 20 de agosto de 1961) é um ex-futebolista búlgaro que atuava como goleiro.

## Carreira
Nikolov, revelado pelo Lokomotiv Dryanovo (equipe de sua cidade), iniciou a carreira profissional no Lokomotiv Plovdiv em 1978 e permaneceu durante 3 temporadas. Viveu sua melhor fase jogando por Lokomotiv e no Levski Sofia, onde atuou por 106 e 132 vezes, respectivamente. Pelo Lokomotiv, venceu a Copa da Bulgária em 1981–82, enquanto o restante de seus títulos foram como jogador do Levski (3 Campeonatos Búlgaros e 2 Copas).
Encerrou a carreira em 1999, aos 37 anos, defendendo o Septemvri, outra equipe da capital búlgara que jogava a segunda divisão nacional.

## Seleção
Mesmo tendo passado dos 30 anos, Nikolov teve uma carreira curta na Seleção Búlgara de Futebol, entre 1991 e 1994.
Reserva de Borislav Mihaylov na Copa de 1994, jogou apenas a decisão do terceiro lugar contra a Suécia depois que o titular foi substituído por Dimitar Penev. A seleção escandinava já vencia por 4 a 0 e Nikolov evitou que a vantagem sueca fosse ampliada. Esta foi a única partida de Nikolov em uma Copa e também a última das 6 disputadas pela seleção.

## Títulos
Lokomotiv Sofia
- Copa da Bulgária: 1981–82

Levski Sofia
- Liga Profissional Búlgara de Futebol A: 1992–93, 1993–94, 1994–95
- Copa da Bulgária: 1991–92, 1993–94

Septemvri Sofia
- Campeonato Búlgaro da Segunda Divisão: 1997−98